# Дончо Караиванов
Дончо Христов Караиванов е български анархист и учатник в горянското съпротивително движение.
Дончо Караиванов е роден в село Павел баня, Казанлъшко. Според запазените агентурни документи на Държавна сигурност се знае, че е анархист още от ученическите си години. Съден за анархистическа дейност в Двадесет и трети пехотен шипченски полк, осъден излиза от затвора на 9 септември 1944 г.
След деветосептемврийския преврат заради убежденията си е въдворен за „превъзпитание“ в концлагера в мина Куциян, откъдето е преместен в лагера в село Ножарево, Тутраканско. Освобождават го след подписване на отказ и разкаяние за дейността си и встъпване в редиците на „антиимпериалистическия“ лагер. След като се жени за бъдещата горянка Емилия през август 1948 г., в Държавна сигурност вече пристигат сведения за намерението му да емигрира.
След бягство от Народната република, през октомври 1952 г. Христо Несторов, Димо Казака и Дончо Караиванов се свързват с хора от обхръжението на Дамян Велчев. Подготвени и обчуени от френски агенти по конспирация и боравене с необходимите въоръжения, през 1953 г. са откарани до Кавала, Гърция, откъдето с джип са прехвърлени в района на река Доспатска в България. Не успяват да преминат реката заради нейното пълноводие, което не им дава възможност да изпълнят намерението си да стигнат до Батак. След завръщането им във Франция в градовете Париж и Марсилия изкарват курсове по парашутизъм.
През септември 1953 г. приятелите анархисти Христо Несторов, Милю Иванов и Дончо Караиванов правят десант с парашути над Средна гора. Започват организирането и изграждането на лагери, землянки, както и стабилна мрежа от ятаци с цел разширяване на съпротивата срещу отечественофронтовската власт на БКП. След предателство няколкостотин войници от Вътрешни войски, милиционери и набързо въоръжени партийни членове обкръжават Христо Несторов, Милю Иванов и Дончо и Емилия Караиванови в местността Кавак дере, близо до Павел баня на 23 март 1954 г. След ожесточено няколкочасово тежко сражение Христо Несторов е убит, Милю Иванов е заловен, а Дончо и Емилия Караиванови разкъсват обръча и успяват да емигрират.
След тези събития Дончо и Емилия Караиванови въпреки издирванията, организирани от ДС, успяват да стигнат до Франция.